# سپیده کاشانی
سرور اعظم باکوچی معروف به سپیده کاشانی (مرداد ۱۳۱۵ در کاشان - ۲۴ بهمن ۱۳۷۱ لندن) شاعر، ترانه‌سرا و مقام‌دار فرهنگی اهل ایران بود.به او لقب مادر شعر انقلاب را داده‌اند.

## زندگی‌نامه
سرور اعظم باکوچی مشهور به سپیده کاشانی در سال ۱۳۱۵ خورشیدی در شهر کاشان متولد شد. سپیده کاشانی از سال ۱۳۴۷ همکاری خود را با مطبوعات کشور آغاز کرد. پس از آن، بیشتر مجله‌های ادبی اشعار او را به چاپ رساندند.
او از ۱۶ سالگی با اقامت در تهران به عرصه شعر و ادبیات ایران وارد شد و در سال ۱۳۵۲ نخستین مجموعه اشعارش را با نام «پروانه‌های شب» منتشر کرد.
بنا به نقل قول آشنایان؛ در پاسخ به مشتاقانی که تکرار چاپ «پروانه‌های شب» را از او می‌خواستند، پاسخ می‌داد: «من شعر دیروز خود را قبول ندارم. از چاپ این کتاب که یک سال گذشته است!»
بسیاری از شاعران معاصر همچون مشفق کاشانی، مهرداد اوستا، یاور همدانی، محمود شاهرخی و… از آشنایان و همکاران او بودند.
او در سال ۱۳۵۸ خورشیدی، به سازمان رادیو دعوت شد و نخستین شعرش در رادیو (خاک آزادگان) خوانده شد. شعر خاک آزادگان او را در فارسی درس یازدهم پایهٔ دهم نظام جدید آموزشی، نیز آورده‌اند.

## اواخر عمر
سپیده کاشانی به دو شیوه کلاسیک و نو شعر می‌سرود و سروده‌های او پس از مرگش در دو کتاب «سخن آشنا» و «هزار دامن گل سرخ» به چاپ رسید. او در ۵۶ سالگی درگذشت و در بهشت زهرای تهران به خاک سپرده شد.
محل خاکسپاری او مقبره ۹۵۳، جنب قطعه ۲۶ بهشت زهرا است.

## آثار
- پروانه‌های شب
- هزار دامن گل سرخ
- سخن آشنا
- آنان که بقا را در بلا دیدند
- گزیده آثار